# مليكة طاهر
مليكة طاهر (بالفرنسية: Malika Tahir)‏ هي متزلجة فنية فرنسية، ولدت في 1 أبريل 1976.